# Vallée de Tempé
Pour les articles homonymes, voir Tempe.

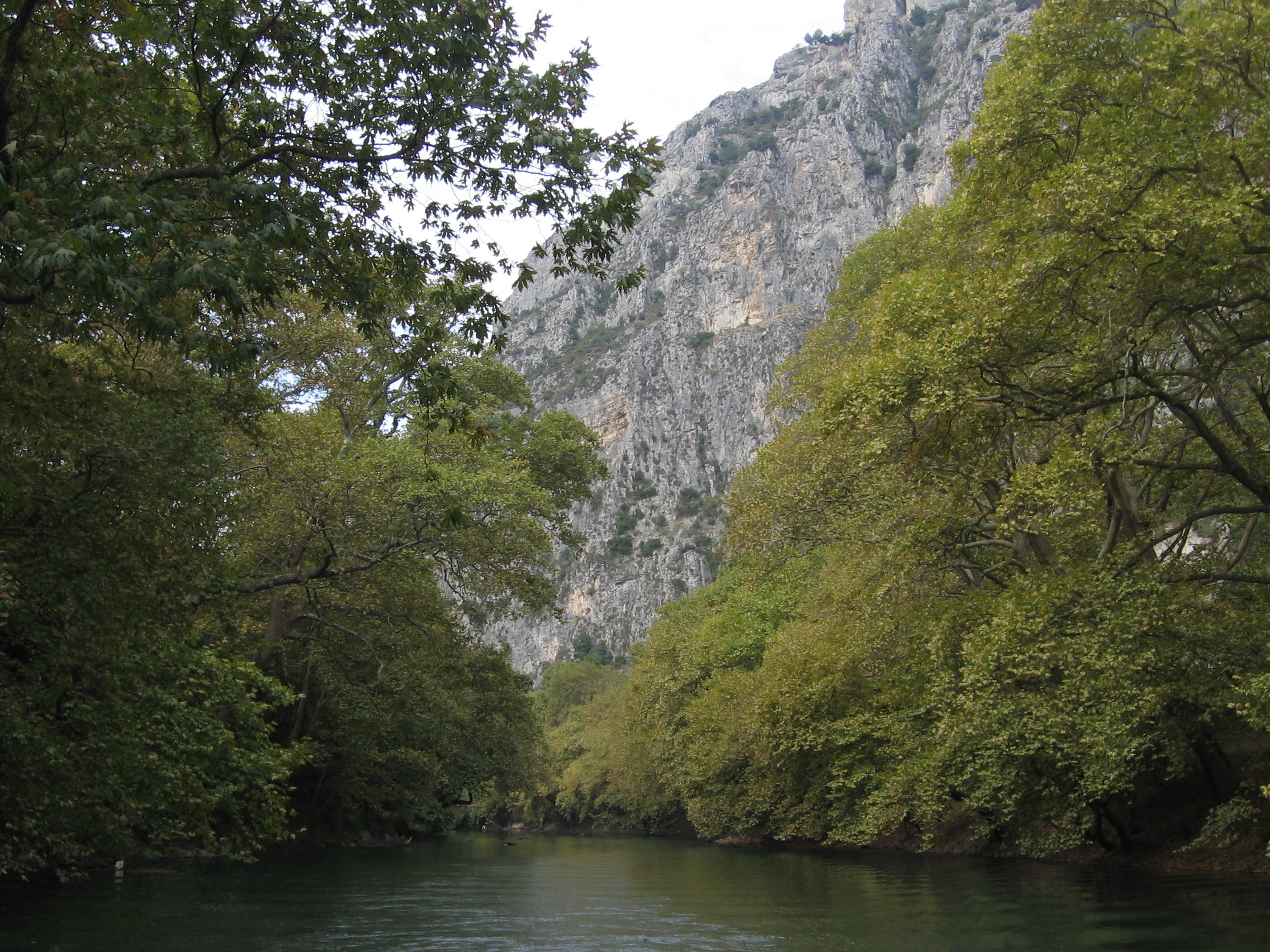
Les gorges de la vallée de Tempé vues depuis la rivière.

La vallée de Tempé (en grec moderne : Témpi) est le nom donné par les anciens Grecs à la gorge creusée par le Pénée, entre le mont Olympe au Nord et le mont Ossa au Sud, pour s'ouvrir un passage de la plaine de Thessalie vers la mer. Les Ottomans l'appelèrent Boghaz (« défilé ») et les Byzantins Lykostomo (« gueule du loup »).
Longue de 40 kilomètres, elle est entaillée dans un petit massif de marbre encadré de micaschistes, et le contraste entre les hautes falaises rocheuses, la tranquillité de l'eau et l'opulence de la végétation en fait un site pittoresque dont la beauté a été louée par les poètes grecs et latins (Virgile).
Cette vallée était consacrée au culte d'Apollon. Tous les neuf ans, une théorie, procession envoyée de Delphes, y venait cueillir le laurier sacré dont on couronnait les vainqueurs des Jeux pythiques : le temple du dieu était dans un vallon de la rive droite. On aperçoit sur cette rive les vestiges de la route militaire et les ruines des forts qui successivement furent édifiés pour la barrer, notamment celui que répara Cassius, et dont le principal était Gonnos, sur la rive gauche, à l'entrée occidentale.
Au XIIIe siècle, une église dédiée à sainte Parascève y fut érigée.
Elle donne son nom au dème (municipalité) de Tempé, dans le district régional de Larissa en Thessalie.